# Norra Bergsjön
Norra Bergsjön är en sjö i Örnsköldsviks kommun i Ångermanland och ingår i Moälvens huvudavrinningsområde. Sjön har en area på 0,644 kvadratkilometer och ligger 242,1 meter över havet. Sjön avvattnas av vattendraget Södra Anundsjöån (Skalmsjöån).

## Delavrinningsområde
Norra Bergsjön ingår i det delavrinningsområde (706157-157791) som SMHI kallar för Utloppet av Norra Bergsjön. Medelhöjden är 252 meter över havet och ytan är 1,95 kvadratkilometer. Räknas de 7 avrinningsområdena uppströms in blir den ackumulerade arean 83,78 kvadratkilometer. Södra Anundsjöån (Skalmsjöån) som avvattnar avrinningsområdet har biflödesordning 2, vilket innebär att vattnet flödar genom totalt 2 vattendrag innan det når havet efter 100 kilometer. Avrinningsområdet består mestadels av skog (53 procent) och sankmarker (14 procent). Avrinningsområdet har 0,64 kvadratkilometer vattenytor vilket ger det en sjöprocent på 32,9 procent.